# Santa Caterina Martire
Santa Caterina Martire é uma igreja ortodoxa de Roma e sede de uma paróquia homônima dependente do Patriarcado de Moscou. Ela está localizada no interior do parque da Villa Abamelek, a sede da embaixada da Rússia na Itália, na Via del Lago Terrione, 77/79, no quartiere Aurelio. É dedicada a Santa Catarina.

## História

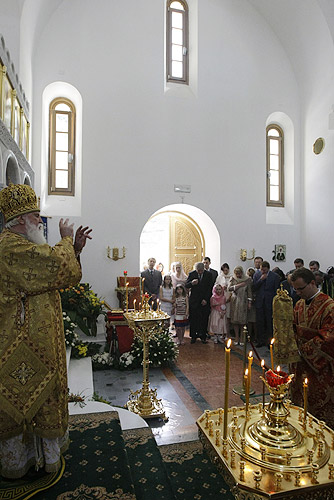
Interior

No início da década de 1990, depois da troca do regime político na Rússia, a comunidade ortodoxa se organizou para construir uma igreja de sua fé em Roma, obtendo para isso a benção do patriarca de Moscou e de toda a Rússia Aleixo II. Em outubro de 1999, a embaixada da Rússia em Roma apresentou uma requisição formal ao Ministério das Relações Exteriores da Itália e também à Comuna de Roma para obter a permissão para construir o edifício.
Em maio de 2000, a Comuna recebeu o projeto da nova igreja de Santa Caterina Martire das mãos de Andrej Obolenskij, diretor do Centro de Obras Artísticas "Archkram", do Patriarcado de Moscou, que previa a construção da igreja no interior da propriedade da Federação Russa e vizinha da casa do embaixador russo na Villa Abamelek, na esquina da Via del Lago Terrione e da Via delle Fornaci. O plano previa um edifício de 29 metros de altura, área de 698,08 m2 e 5 056 m3 de volume.
Em 14 de janeiro de 2001, com a presença dos ministros das Relações Exteriores italiano e russo, Lamberto Dini e Igor Ivanov, foi realizado o lançamento da pedra fundamental. A partir de 2001, passou a ser celebrada no local, no Tempo da Páscoa, no Advento e nos dias festivos de Santa Catarina (25 de novembro e 7 de dezembro), uma missa no local da futura igreja.
Em 20 de dezembro de 2001, a Giunta Regionale di Lazio aprovou uma lei permitindo que representações diplomáticas estrangeiras pudessem construir templos autônomos destinados à atividades de culto e ao serviço da comunidade local. Em junho do ano seguinte, graças à intervenção da embaixada, foi obtida a licença para iniciar a construção. Em 6 de maio de 2003, a villa foi fechada para permitir a construção e, em 19 de maio do ano seguinte, foi fundada uma associação (com a benção de Aleixo II) para arrecadar dinheiro para a obra.
Em 19 de maio de 2006, foi realizada uma consagração "menor" da igreja, uma cerimônia que contou com a participação do prefeito de Moscou, do embaixador russo na Itália e do diretor do departamento de Relações Exteriores do Patriarcado de Moscou, o metropolita Cirilo de Smolensk e Caliningrado. Em dezembro de 2007, a cripta foi consagrada e dedicada a São Constantino e sua mãe, Santa Helena.
No sábado, 23 de maio de 2009, foi realizada a inauguração formal da nova igreja.